# Anagyrus fuscus
Anagyrus fuscus är en stekelart som beskrevs av Shi, Si och Wang 1994. Anagyrus fuscus ingår i släktet Anagyrus och familjen sköldlussteklar. Inga underarter finns listade i Catalogue of Life.